# أليخاندرو رودريغيز جونيور
أليخاندرو رودريغيز جونيور (بالإنجليزية: Alejandro Rodriguez Jr)‏ هو لاعب كرة قدم أمريكي في مركز نصف الجناح، ولد في 21 مارس 1993 في ميامي في الولايات المتحدة. لعب مع ليجون سيتيز.